# Gertrudenkapelle (Uelzen)

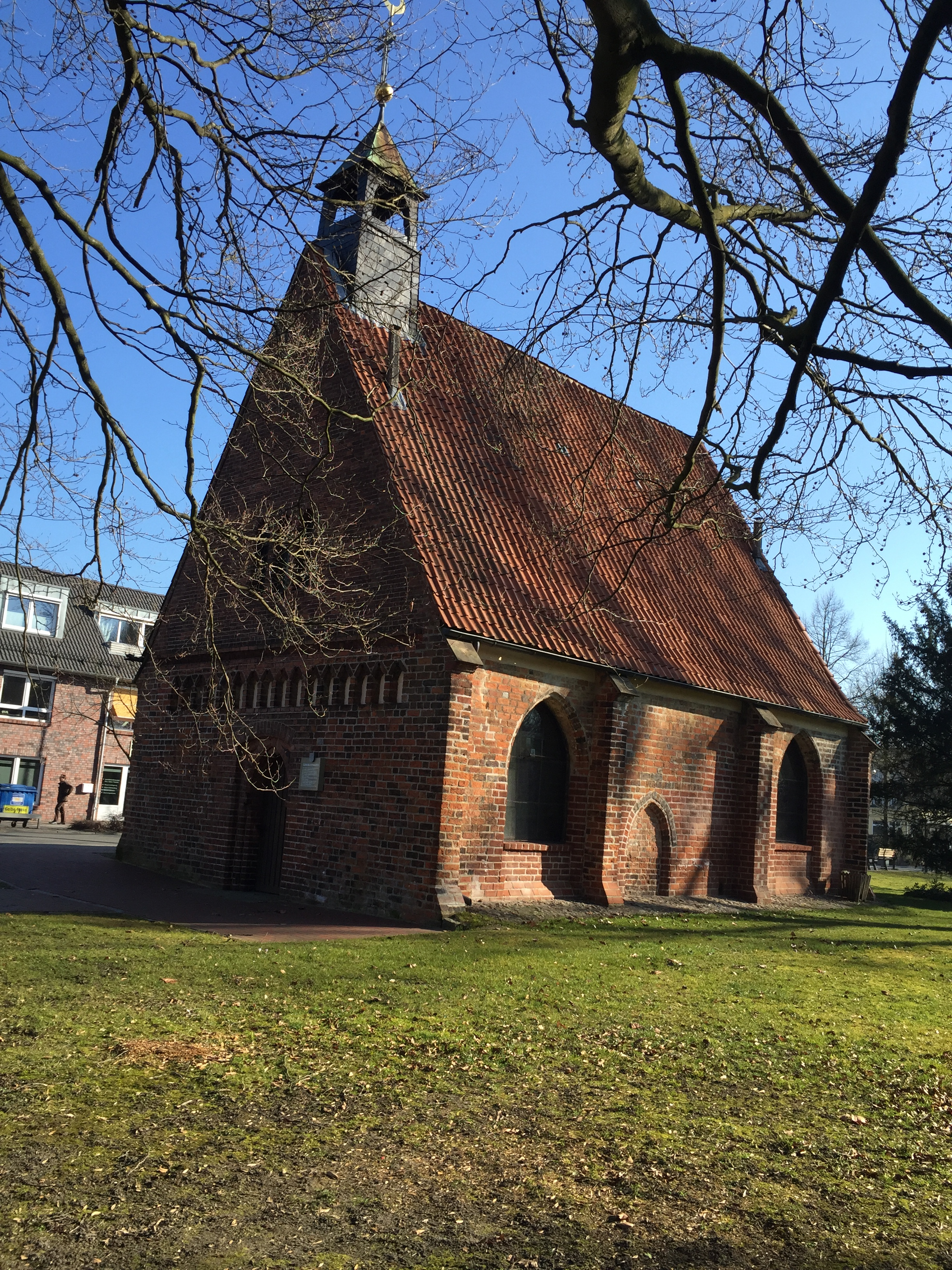
Gertrudenkapelle Uelzen

Die St.-Gertruden-Kapelle in Uelzen ist der heiligen Gertrud von Nivelles geweiht. Sie wird von der lutherischen Gemeinde St. Petri und der Evangelisch-reformierten Kirche für Gottesdienste genutzt.

## Lage und Umgebung
Die Gertrudenkapelle befindet sich vor dem Gudestor in der Gudesstraße in der Hansestadt Uelzen in der Lüneburger Heide.

## Geschichte

### Entstehung
Die Gertrudenkapelle ist in den Jahren 1511 bis 1513 als Stiftung des Uelzer Bürgers Hans Holsche und seiner Frau erbaut worden. Die Stiftung, die bis in die heutige Zeit unter dem Namen Gertrudenstiftung besteht, hat das Patronat über die Kapelle. Zweck war nicht nur die Nutzung zum Gottesdienst, sondern auch als Rasthaus für Kaufleute, die nicht rechtzeitig vor Sonnenuntergang die Tore der Stadt Uelzen erreicht hatten, denn wenn die Tore geschlossen waren, hatte kein Reisender mehr Zutritt. Tagsüber war die Kapelle aus Angst vor Gesindel verschlossen, nur für Gottesdienste wurde sie tagsüber geöffnet. Gewidmet war die Kapelle der heiligen Gertrud von Nivelles. Diese war Äbtissin des Klosters Nivelles in Belgien und wird in der römisch-katholischen Kirche als Beschützerin aller Wanderer und Reisenden angesehen.
Neben der Gertrudenkapelle gab es fünf weitere große geistliche Stiftungen des Mittelalters in Uelzen (die Heiligen-Geist-Kapelle, Apostelkapelle, Dreikönigskapelle und die St.-Viti-Kapelle); die Gertrudenkapelle war die letzte von ihnen.

### Gertrudenkapelle als Grabstätte
Im April 1566 brach in Uelzen die Pest aus, im darauffolgenden Mai wurde der Notstand vom Stadtrat ausgerufen. Außerdem fasste man den Entschluss, zusätzliches Beerdigungsgelände an der Gertrudenkapelle zu schaffen, sollte der Friedhof an der Marienkirche nicht ausreichen. Da die Seuche weniger Opfer verlangte als befürchtet, wurde das neue Friedhofsgelände erst ab 1580 für Stadtfremde als letzte Ruhestätte genutzt.
Ein Drittel der Uelzener Bevölkerung starb 1597 an der Pest. Alle Nichtbürger wurden an der Gertrudenkapelle beigesetzt. Ab 1600 wurden auf dem Kapellengelände die Verstorbenen aus den umliegenden Dörfern Ripdorf, Halligdorf, Niendorf und Woltersburg begraben. In diesem Zusammenhang wird auch vom Wendischen Friedhof gesprochen. Bis 1799 wurde die Kapelle als Totenkapelle genutzt, von 1866 bis 1906 wurden für die katholischen Garnisonsangehörigen Messen in der Kapelle gefeiert.

### Zerstörung und Wiederaufbau
Im Zweiten Weltkrieg wurde das Kapellendach 1945 durch mehrere Artillerietreffer zerstört. Der Vorstand der Gertrudenkapellen-Stiftung erteilte am 1. Dezember 1947 dem Architekten Karl Schlockermann den Auftrag zum Wiederaufbau; der Architekt legte dem Vorstand am 10. März 1948 die Baupläne vor, doch wurden einige Änderungen daran vorgenommen. Die niedrig hängende Holzdecke zum Beispiel sollte nun durch einen höher gezogenen Korbbogen ersetzt werden. Allerdings war zu dem Zeitpunkt noch nicht geregelt, wie das Wiederaufbauprojekt finanziert werden sollte. Die Idee, die Baukosten durch eine langfristige Vermietung an die Freikirche der Christusgemeinde zu finanzieren, scheiterte. Aus diesem Grund beschloss der Stiftungsvorstand, das Vorhaben mit eigenen Mitteln sowie Zuschüssen der Stadt Uelzen und der Mariengemeinde zu verwirklichen. Im Februar 1949 war das Kapellendach bereits dicht, der Dachreiter aufgesetzt und der Westgiebel mit dem Portal instand gesetzt. Es fehlten weitere Geldmittel. Weil der Stadtrat bereits früher 1000 DM für den Wiederaufbau der Paulskirche in Frankfurt gestiftet hatte, sprach sich der Bürgermeister für ein zinsloses Darlehen über 5000 DM für den Kapellenbau aus, worauf der Stadtrat dem Kredit zustimmte.

## Gebäude und Ausstattung
Die Gertraudenkapelle ist ein einschiffiges Gebäude aus Backstein unter geneigtem Satteldach. Sowohl die sechs Glasfenster (1951) als auch das dreiflügelige Altarbild (1953) wurden von der Bielefelder Künstlerin Renate Strasser, der Tochter des Uelzer Propstes Ernst Strasser, geschaffen. Alle Fenster sind Stiftungen Uelzener Familien zum Gedenken an ihre Gefallenen im Krieg. Motive auf den Fenstern sind unter anderem die Heiligen Drei Könige, der Barmherziger Samariter, die Flucht nach Ägypten und die Emmaus-Jünger.